# Oliver Steil

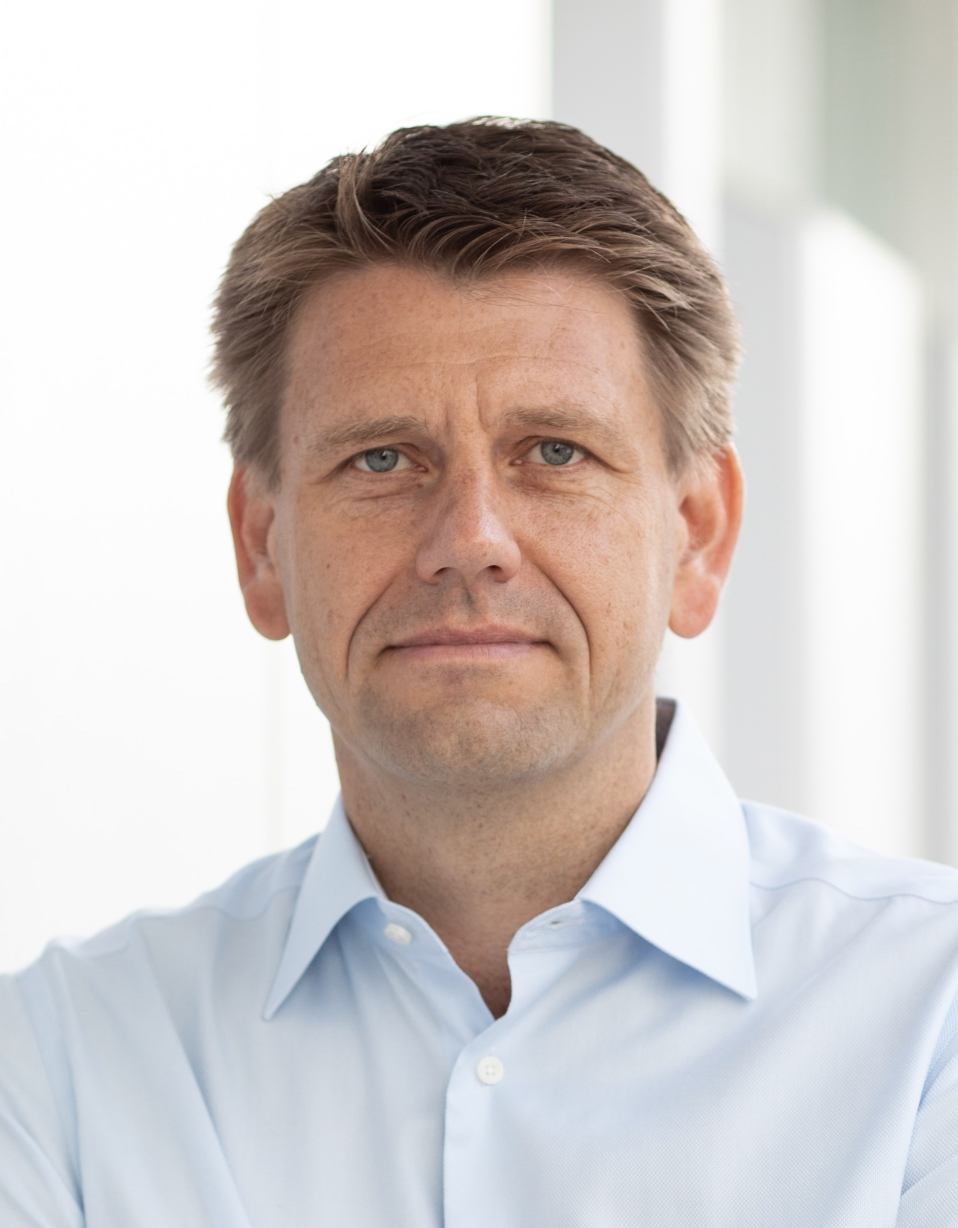
Oliver Steil (2022)

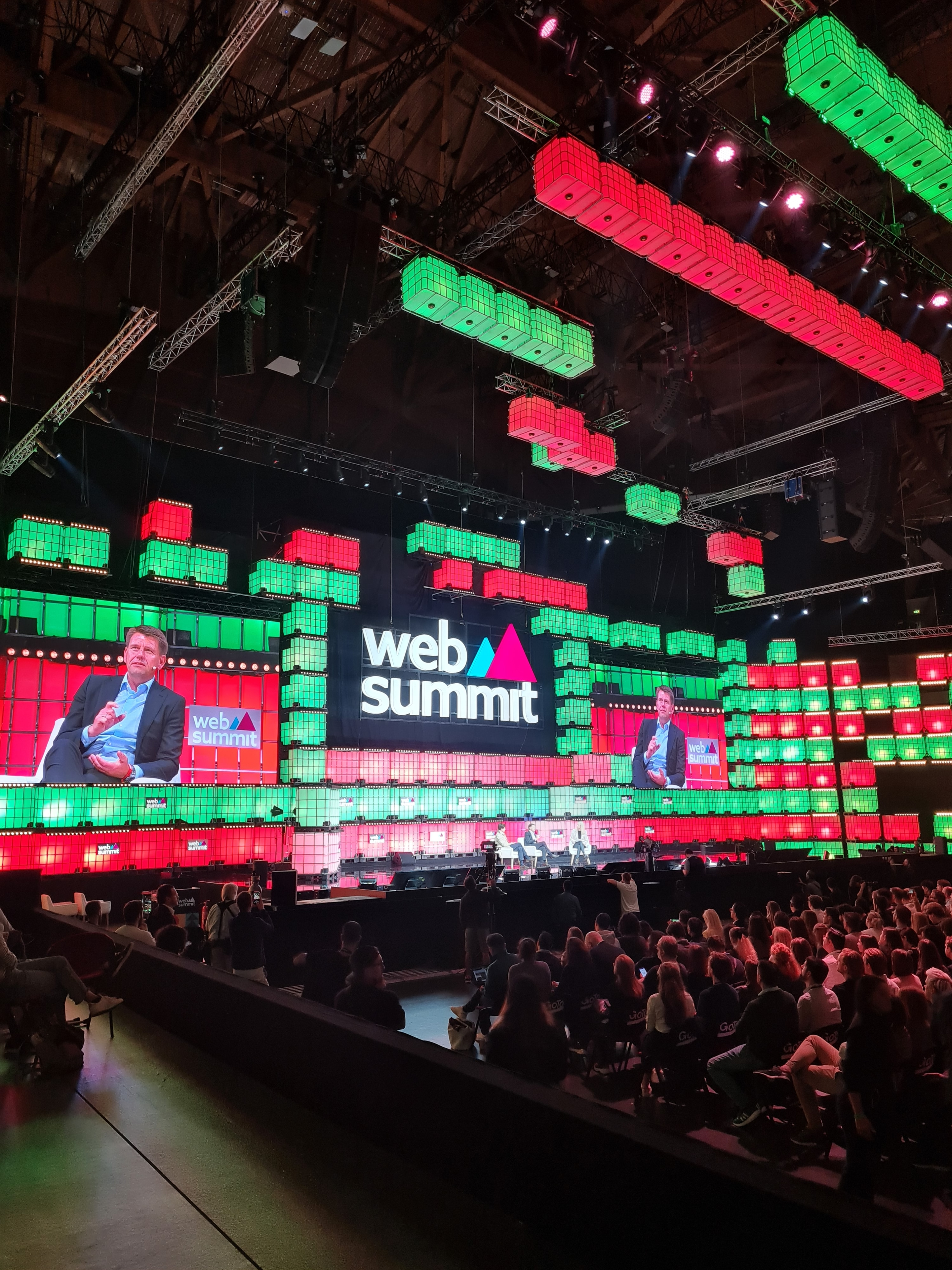
Steil auf der Web Summit 2022

Oliver Steil (* 2. Dezember 1971 in Gelsenkirchen) ist ein deutscher Manager und Vorstandsvorsitzender von Teamviewer.

## Werdegang
Steil stammt aus Gelsenkirchen. Nach dem Abitur studierte er Elektrotechnik an der Ruhr-Universität Bochum. Steils berufliche Tätigkeit  begann 1998 bei McKinsey & Company. Dort beschäftigte er sich vorwiegend mit Unternehmen aus dem Telekommunikations- und Technologiesektor. 2004 wurde er Partner der Unternehmensberatung.
2006 wechselte Steil zu Debitel. Als Mitglied des Vorstands war er zunächst für Marketing, Vertrieb und Strategie des Mobilfunkdienstleisters zuständig. Nach dem Ausscheiden von Axel Rückert stieg er Ende 2007 zum Vorsitzenden des Vorstands auf. In dieser Position wirkte er am Verkauf der Debitel von Permira an Freenet mit. Ein Jahr später verließ er das Unternehmen.
2010 übernahm Steil die Führung von Sunrise Communications. Unter seiner Führung verbesserte sich das Konzernergebnis und die Zahl der Mobilfunkabonnementkunden stieg.
Danach arbeitete Steil für die Beteiligungsgesellschaft Permira und wurde dort 2015 Partner. 2018 wechselte Steil in die Geschäftsführung von Teamviewer und wurde dort Vorstandsvorsitzender. Zu den Aufgaben zählte insbesondere die Vorbereitung des Börsengangs des Unternehmens, das 2014 von Permira übernommen worden war.
Unter Steils Führung stellte das Unternehmen sein Geschäftsmodell vom Lizenzverkauf auf Abonnements um. Außerdem wurde das Portfolio um Lösungen für die Digitalisierung industrieller Wertschöpfungsketten ausgebaut. Die unter Steil gestartete Diversifikation führte auch zu mehreren Akquisitionen. Während seiner Amtszeit wurde Teamviewer zudem Sponsor von Manchester United sowie den Motorsportteams von Mercedes AMG Petronas und Mercedes-EQ.